# MN 20. Tüzérezred
A Magyar Néphadsereg 20. Tüzérezred, a Magyar Néphadsereg 1987-ben felszámolt egyik tüzérezrede volt.
A Marcaliban lévő Petőfi Sándor Laktanyában, az ún. külső laktanyában volt elhelyezve.

## A szervezet rövid története
Az alakulat 32. Tüzérezred néven jött létre 1950. november 1-én Veszprémben. Majd 1951. november 1-én áthelyezték Keszthelyre, ahonnan 1953. november 15-én Zalaegerszegre diszlokált.
Az ezredet 1957. május 5-én Zalaegerszegről helyezték át Marcaliba, mint 9. Gépkocsizó Lövészhadosztály közvetlen alakulatot és az 1956-os forradalom utáni átalakításoknak megfelelően átnevezték 20. Tüzérezrednek.
1963-ban Békéscsabáról Zalaegerszegre átvezényelt 8. Gépkocsizó Lövészhadosztály alárendeltségébe helyezték.
Az ezredet 1987-ben a RUBIN feladatnak megfelelően felszámolták.

## Parancsnokok
Az alakulat parancsnokai (a kinevezéskor viselt rendfokozattal)
- 1958.     Tóth Sándor százados
- 1958-1961 Balogh László őrnagy
- 1961-1963 Koleszár Sándor alezredes
- 1963-1969 Faragó István alezredes
- 1969-1978 Szabó Tóth József ezredes
- 1978-1984 Hornok József ezredes
- 1984-1987 Bátor Ferenc alezredes

## Egyéb források
- Balla Tibor-Csikány Tamás-Gulyás Géza-Horváth Csaba-Kovács Vilmos: A magyar tüzérség 100 éve, 1913-2013, Budapest Zrínyi Kiadó, 2014, ISBN 978 963 327 602 0